# محمد باقر السبزواري

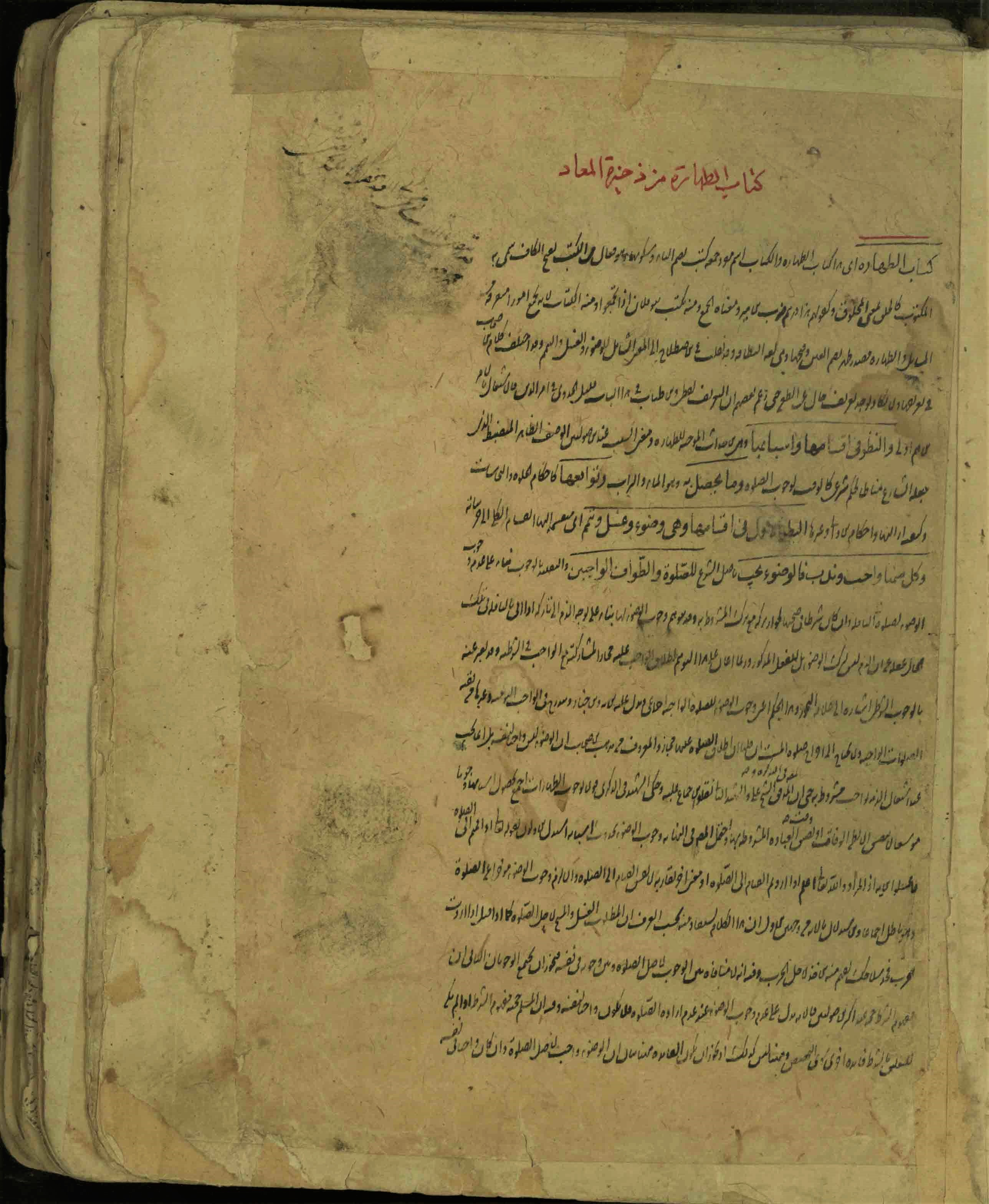
مخطوطة "زخيرة المعاد في شرح الإرشاد" الباب الأول "كتاب الطهارة" لمحمدباقر السبزواري، 1641

محمد باقر السبزواري المعروف باسم محقق السبزواري (من مواليد 1608 وتوفي في 19 أبريل 1679) فقيه إيراني وعالم شيعي من القرن الحادي عشر الهجري وشيخ الإسلام وإمام صلاة الجمعة في أصفهان.
وُلد محمدباقر السبزواري في قرية نامان قريبة من سبزوار واستقر في أصفهان ونشأ في مدرسة فلسفة الفقه في أصفهان. هو رجل دين وفقيه وحكيم. أقام علاقة ودية مع الملا محسن الفيض الكاشاني. في العلوم العقلية كان أحد تلاميذ مير الفيندريسكي وفي العلوم التقليدية كان أحد تلاميذ الملا حسن علي شوشتري وبعض الأساتذة العظماء الآخرين في ذلك الوقت.

## حياته
ولد محمد باقر السبزواري في قرية نمان الواقعة حول مدينة سبزوار بمحافظة خراسان الرضوية عام 1608 وهو ابن محمد مؤمن الشريف السبزواري (توفي حوالي عام 1619). في عهد الشاه عباس الأول، بعد وفاة والده، ذهب مع أسرته إلى أصفهان لمواصلة تعليمه. وبعد فترة أصبح من العلماء البارزين في زمانه، فأصبح بناءً على طلب الشاه عباس الثاني إمام صلاة الجمعة في مسجد شاه وشيخ الإسلام في أصفهان. كما تم تعيينه مديراً لمدرسة الملا عبد الله.
نشأ في المدرسة الفلسفية للفقه في أصفهان، والتي كانت مدرسة فقهية وفلسفية. كانت تربطه علاقة صداقة وثيقة مع خليفة السلطان (رئيس وزراء الشاه عباس الكبير، شاه صافي الأول وشاه عباس الثاني)، الملا محسن فيض الكاشاني، آغا حسين خوانساري (زوج أختها) وسيد عبد الحسين الخاتون أبادي، الكاتب والمؤرخ الشهير في القرن الحادي عشر الهجري.

## أساتذته

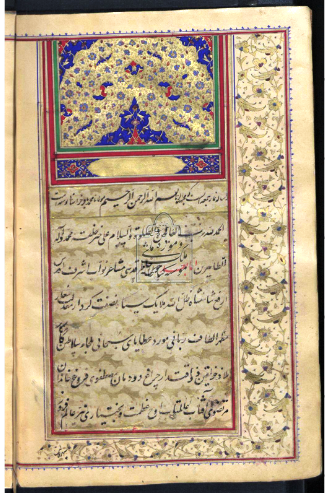
رسالة في صلاة الجمعة بالفارسية لمحمد باقر السبزواري

كان محمد باقر السبزواري أساتذه معروفين في ذلك العصر:
- - بهاء الدين العاملي [8]

ومن أساتذته في العلوم التقليدية:
- محمد تقي المجلسي، المعروف بمجلسي الأول[9]
- الملا حسن علي الشوشتري (أبو الحسن التستري الأصفهاني، توفي عام 1664، مؤلف كتاب «التبين»)[10]
- الملا حيدر علي الاصفهاني[11]
- سيد حسين بن حيدر العاملي[12]

ومن أساتذته في العلوم العقلانية:
- مير فندرسكي (مير حسيني، 1562–1640)، حكيم شهير من القرن الحادي عشر الهجري [13]
- قاضي معز الدين حسين [14]

وقد سمح محقق السبزواري«رواية للحفاظ على وينقل الحديث إلى أجيال المستقبل» من عدة طلاب من بهاء الدين عاملي الذين كانوا العلماء الكبار:
- محمدتقي مجلسى
- نور الدين علي بن حسين بن أبي الحسن العاملي (1658)
- مير شرف الدين علي بن حجة الشولستاني
- حسين بن حيدر بن قمركركي، المعروف باسم حسين مفتي الأصفهاني (توفي عام 1632) [15]

من بين أساتذته الآخرين:
- الشيخ أحمد البحراني
- الشيخ حسين العاملي
- مولا حيدر بن محمد الخوانساري الأصفهاني

## أعماله
- ذخیرة المعاد فی شرح الإرشاد (مرجع القيامة في شرح الهدى): وهو كتاب فقهي إسلامي يغطي موضوع التطهير حتى نهاية مناقشة الحج.[17][18][19]
- کفایة الاحکام: وهو كتاب في الفقه الإسلامي يضم جميع أبواب الفقه.[20][21][22]

- روضة الانوار العباسی: كتاب عن أخلاقيات الحكم وأسلوبه، كتب بطلب من عباس الثاني عام 1663 في مقدمة وقسمين. يشير محقق السبزواري في المقدمة إلى أسباب احتياج الناس للملوك وعوامل دوام وانحطاط حكم الملوك. هذا الكتاب باللغة الفارسية ويتناول الأخلاق السياسية.[23][24][25]
- رساله فی تحریم الغناء: هذه الرسالة عن غنى والموسيقى وترفض نظرية الفيض الكاشاني. في هذا الكتاب، أحضر محقق السبزواري جميع الآيات والروايات التي وردت من أصحاب المعصومين الأربعة عشر في تحريم غنى.[26][27][28]
- رسالة على صلاة الجمعة: هذا الكتاب هو باللغة الفارسية ومحقق السبزواري قد كتب هذا اطروحة باللغة العربية.[29][30][31][32]
- حاشية على الشفا: هذا الكتاب هو حاشية على قسم اللاهوت من كتاب ابن سينا الشفاء. في هذا العمل، يصف سبزاواري فقط الصعوبات ويحل مشاكل الكتاب ولا يدخل في الخلافات حول الموضوعات.[33][34]
- جامع الزیارات العباسی: حول الصلوات والحج في تسعة فصول باللغة الفارسية في الفضل لعباس الثاني من بلاد فارس.[35]

- خلافية: وهي مكتوبة بالفارسية لعباس الكبير في موضوع العبادة.[36]
- رسالة في تحليل الغنى في القرآن[37]
- رسالة في الفقه: كتب محمد باقر السبزواري هذه الرسالة لعباس الثاني من بلاد فارس وتشمل جميع فصول الفقه الإسلامي.
- رسالة عملية: كتب محمد باقر السبزواري هذا الكتاب لأتباعه وجمعه بناءً على طلب ميرزا مهدي بن ميرزا حسيني خراساني عام 1670.[38]
- حاشیة علی شرح الاشارات: يحتوي هذا الكتاب على بعض الهوامش على وصف كتاب شرح الإشارات لنصير الدين الطوسي، الذي اكتمل تجميعه في 27 مايو 1665.[39]
- مفاتیح النجاة العباسی: يحتوي هذا الكتاب على الصلوات المشهورة والمروية للمعصومين الأربعة عشر، ويتكون من مقدمة - عن الفضيلة، والآداب، ووقت إجابة الصلاة - و 27 فصلاً.. كتب محمد باقر السبزواري هذه المجموعة بناءً على طلب عباس الثاني ملك بلاد فارس وأكملها في 28 سبتمبر 1646.[40]
- شرح حدیث برّ الوالدّین: كتب محمد باقر السبزواري هذا الكتاب بخط يده أثناء رحلته إلى المسجد الحرام من أجل جمع الشيخ شمس الدين حسين بن محمد شيرازي. تاريخ كتابة هذا الكتاب سبتمبر 1652.[41]
- خيارات اليوم: هذا الكتاب بحث عن الأيام المباركة والأبارك والأيام المؤسفة للأشهر الإسلامية والرومانية والفارسية القديمة، وهو مكتوب في مقدمة وثلاثة فصول وخاتمة وكل منها منها العديد من المقالات والموضوعات.
- شرح زبدة الاصول: هذا الكتاب وصف لكتاب «زبدة الأصل» لبهاء الدين العاملي.[42]
- الردّ علی رسالة شبهة الاستلزام:[43] هذا الكتاب هو ردًا على انتقادات محقق الخونساري لرسالة السبزواري حول الاشتباه في الالتزام.[44]

- شرح كتاب التوحيد للشيخ الصدوق [45]
- روضة الابرار: توصيات الصالحين [46]
- ديوان الشعراء [47]
- كتاب القبر [48]
- مناسك الحج [49]
- رسالة في الصلاة والصيام [50]
- رسالة فی الغسل [50]
- رسالة فی تحدید النّهار الشرعی[50][51]

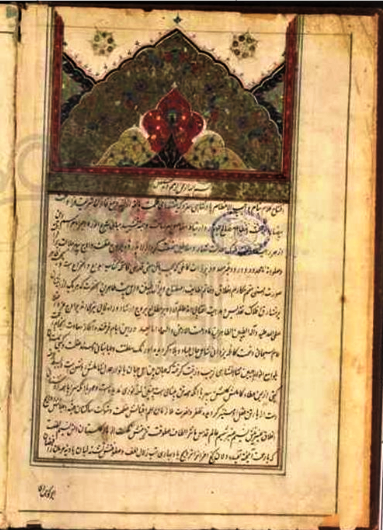
«روزة الأنور العباسي» كتبها محمد باقر السبزواري بناءً على طلب عباس الثاني ملك بلاد فارس عام 1663.

- حاشیه علی مسالک الافهام: هذا الكتاب وصف لكتاب «مسالك الأفهم» لزين الدين بن علي الجبعي العاملي.[52]
- رسالة فی مقدمه الواجب[53]
- رسالة فی فضیله المتعة[50][54]
- کفایة الفقه:[55] يحتوي هذا الكتاب على حوالي ثلاثين ألف بيت شعر.

## الوظائف والمناصب
- قال شيخ الإسلام:[56] كان منصب الشيخ الإسلامي من أهم المناصب الدينية في عصر السلالة الصفوية، وفي الحقيقة كان شيخ الإسلام رئيسًا لرجال الدين في البلاد، وكانت جميع الشؤون الدينية هي: تدار تحت إشرافه. التاريخ الدقيق لتعيينه شيخ الإسلام غير متوفر. لكن محمد باقر السبزواري، بصفته شيخ الإسلام في أصفهان، أجرى التتويج الثاني وإعادة تسمية سليمان الفارسي.[57][58]

- إمام صلاة الجمعة في مسجد شاه، أصفهان: لا توجد معلومات دقيقة حول التاريخ الدقيق لتعيين محمد باقر السبزواري إمامة الجمعة للمسجد العباسي الكبير (مسجد شاه). على ما يبدو، بدأت إمامته بعد عام 1661، أي بعد وفاة العلامة المجلس الأول، واستمرت حتى عام وفاته 1679.[59]
- وصاية مدرسة الملا عبد الله في أصفهان: تعتبر مدرسة الملا عبد الله من أهم المدارس الدينية في أصفهان. تم بناؤه في أصفهان بأمر من الشاه عباس الأول كمكان للتدريس لعبد الله شوشتري، أحد كبار علماء العصر الصفوي.[60] بعد وفاة عبد الله شوشتري (1612) أوكلت وصاية المدرسة إلى ابنه الملا حسن علي. يذكر في هذه الحالة: "أهدى الشاه
- عباس المدرسة بشرط أن يكون تدريسها من نسل الملا عبد الله شوشتري"[61] لكن في عهد مستشار خليفة السلطان بهذه المناسبة، تم رفع الوصاية عنه وتسليمه إلى محمد باقر السبزواري، وبعد ذلك بقيت وصايته في أسرة السبزواري.[62][63][64]
- إعادة إحياء المدرسة الباقية في مشهد: كان محمد باقر السبزواري في مدينة مشهد عام 1672 وفي هذا العام قام بإصلاح مبنى المدرسة الباقية. وبحسب نص النقش، فقد تم بناء هذه المدرسة عام 1672، في عهد شاه سليمان من الأسرة الصفوية. يعتقد بعض المؤرخين أن المدرسة تأسست قبل هذا التاريخ ثم في عام 1672 بجهود محمد باقر السبزواري وبتخصيص بعض الممتلكات والكتب والأشياء كوقف للمدرسة، تم ترميم بنائها.[65] لهذا السبب، وبسبب حضور محمد باقر السبزواري وتدريسه في المدرسة، عُرفت باسم «مدرسة الملا محمدباقر» ولاحقًا باسم «مدرسة الباقرية».[66][67]

## المعاصرون

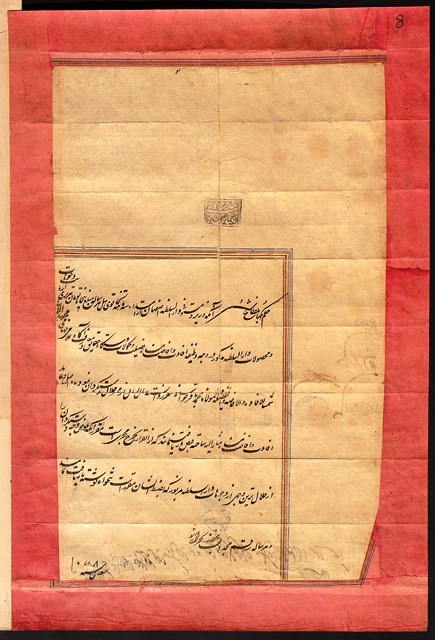
مرسوم عباس الثاني ملك بلاد فارس لراتب محمد باقر السبزواري، 21 مايو 1658.

كان محمدباقر السبزواري معاصرًا لأربعة ملوك من السلالة الصفوية خلال حياته، وكانت معظم حياته السياسية في عهد عباس الثاني من بلاد فارس وسليمان فارس (آسفي الثاني). ملوكه المعاصرون هم:
- عباس الكبير (1588-1629)
- آسفي بلاد فارس (حكم 1629-1642)
- عباس الثاني ملك بلاد فارس (1642-1666)
- سليمان الفارسي (1666-1694)

كان محمدباقر السبزواري في عهد عباس الثاني من بلاد فارس ورئيس وزرائه خليفة السلطان في مرتبة الشرف والاحترام الكامل وكانا يعتني بهما. قام شاه عباس الثاني، من أجل ضمان فوائد محمدباقر السبزواري، بتعيين مبلغ خمسين تومانًا كبدل سنوي، ووثقته الأصلية متوفرة في المكتبة البريطانية.

## في عيون الآخرين
وقد ذكر بعض فقهاءه وشيوخه المعاصرين محمد باقر السبزواري في كتبهم وأثنوا عليه على علمه وحكمته وشموله في العلوم ومنها:
- يكتب عنه الحر العاملي : سيدنا «محمد باقر بن محمد مؤمن خراساني السبزواري» عالم عبقري وباحث وعالم دين وحكيم وفقيه وراوي قيم. [69][70]
- محمد طاهر نصرابادي أصفهاني، ويكتب في كتابه «تذکره الشعرا»: سيدنا محمد باقر من المؤمنين من السبزوار. صوفي تعاليم اليقين ومكتشف علوم الدين، هو رائد علم العلماء، وقائد جميع الصالحين.[69]
- علي خامنئي، المرشد الأعلى الثاني والحالي لإيران، أشار في العديد من الخطب إلى المنصب العلمي العالي لمحمد باقر السبزواري.[71][72]

## موقف شيخ الإسلام
بعد وفاة محمد باقر السبزواري، لأكثر من 50 عامًا، تم تعيين عدد من رجال الدين شيخ الإسلام في أصفهان (نوع من الزعماء الدينيين). في بداية حكم نادر شاه ووصوله إلى السلطة، كان هناك منصبان روحانيان، وهما إمام الجماعة وشيخ الإسلام، في حكر نسل محمد باقر المجلسي. وقال بعض المستشارين لنادر شاه إن المنصبين، اللذين لهما قوة ونفوذ وأهمية بين الجماهير، لا ينبغي أن يتركزا في مكان واحد حيث يمكنهم معارضة الحكومة متى شاءوا. ولأن نادر شاه كان يفكر في الحصول على السلطة المطلقة، وكان قد عارض في السابق صعود العلماء الشيعة إلى السلطة، وقتل بعضهم بذرائع معينة، فقد قرر فصل وتعيين رجلين لقيادة الجماعة وشيخ الإسلام. نادر شاه علمًا بمحاضر ميرزا محمد رحيم السبزواري وهو من العلماء الذين اتفقوا معه وفضلوه، فتشاور معه، فأجاب أن «منصب إمام صلاة الجمعة في آل محمد باقر. لقد كان المجلس وسلفنا محمدباقر السبزواري شيخ الإسلام بالفعل». قبل نادر شاه هذا البيان وعين ميرزا محمد رحيم قاضيًا لأصفهان ثم شيخ الإسلام لهذه المدينة. بعد ذلك بقيت منزلة شيخ الإسلام في أصفهان حكراً على أحفاد محمد باقر السبزواري.

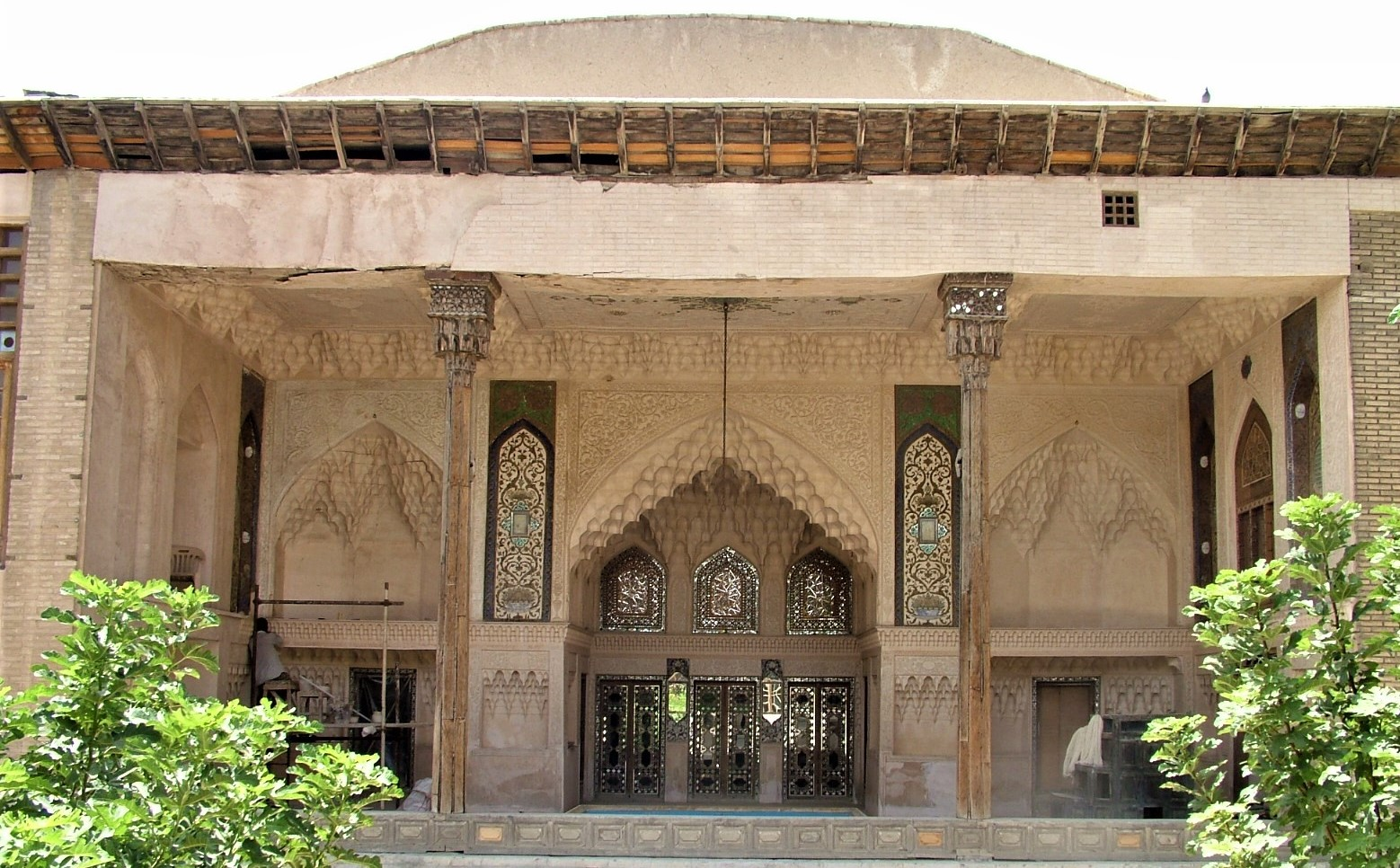
إقامة محمد باقر السبزواري (منزل الشيخ الإسلام في أصفهان).

## بيت الشيخ الإسلام
يُعرف مسكن محمد باقر السبزواري  بمحكمة أو بيت شيخ الإسلام. في عهد الشاه سليمان من السلالة الصفوية (وربما شاه عباس الثاني)،  العلامة محسن الفيض الكاشاني من الملا محمد باقر السبزواري العيش في أصفهان وتولي منصب شيخ الإسلام في هذه المدينة. في حي «سينه باييني» بالقرب من «حديقة همايون (باب هُمايون)»، كانت هناك حديقة ملكية عهد بها الشاه إلى محمد باقر السبزواري وأمر ببناء قصر رائع على طراز جهل سوتون. كان هذا المبنى مسكنًا لمحمد باقر السبزواري وزوجته سرو قد خانوم (إحدى بنات البلاط الصفوي) وأصبح جزء المحكمة من المبنى الرئيسي مركزًا للعدالة والحكم الديني للبلاد، وخاصة شؤون العاصمة. ستة أجيال من أحفاد محمد باقر السبزواري، تقلدوا منصب شيخ الإسلام من أصفهان  وآخرهم الحاج ميرزا علي أكبر شيخ الإسلام الذي كان يسكن هذا المنزل.

## الثروات

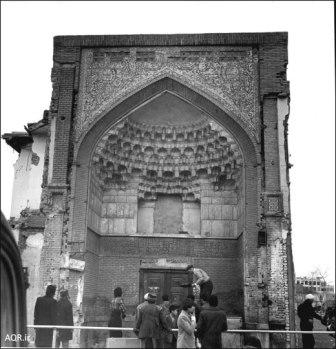
المدرسة الباقية (أو مدرسة سميحه) في مشهد، مكان التدريس لمحمد باقر السبزواري (1672).

قام محمد باقر السبزواري، بعد إصلاحات مدرسة باقيرية في مشهد عام 1672، بتحديد أوقاف لمواصلة عمل المدرسة، والتي تضمنت قطعتي أرض مع دارين للاستضافة، تم تأجير مبانيهما لأفراد مع عقد إيجار. تُمنح للمدرسة مجانًا بعد 15 عامًا، ومنزلين تم تأجيرهما لاحقًا كنزل و 27 متجرًا حول المدرسة. يستخدم دخل الوقف وفقًا لعقد الوقف بعد خصم تكاليف الإصلاح على النحو التالي: 0.1 كرسوم و 0.3 للأعمال الخيرية (الحداد وإطعام فقراء المجتمع الإثنا عشري، وفقًا لتقدير الوصي) و 0.6 للإضاءة والتنظيف ورواتب رجال الدين والخدم.
جيمس بيلي فريزر، كاتب رحلات اسكتلندي، جاء إلى إيران حوالي عام 1825، يذكر هذه المدرسة كمدرسة منظمة تضم 80 إلى 90 طالبًا.
نوروز علي البسطامي فاضل، ومؤلف كتاب «فردوس‌التواریخ» في عام 1884، تعتبر هذه المدرسة فريدة من نوعها في عيون المعلمين والوكلاء والطلاب الذين يشاركون في التدريس والتعلم ليل نهار.
بعد حادثة كشف الحجاب في إيران (1936) وظهور الصعوبات أمام رجال الدين، أوكل مكتب الوقف المدرسة إلى قسم الثقافة حتى يتمكن الطلاب من الدراسة هناك. ولكن بعد الإطاحة برضا شاه (16 سبتمبر 1941) بجهود آية الله ميرزا أحمد الكفاعي، تم تسليم المدرسة مرة أخرى لطلاب العلوم الدينية. في ذلك الوقت، كان يرأس المدرسة الحاج ميرزا عبد الله شيخ الإسلام، وهو من نسل محمدباقر السبزواري الذي كان يعيش في أصفهان، وشخص يدعى مظفري، عامل ثقافي متقاعد، حيث كان ممثله يتولى رعاية المدرسة. بدأ مكتب الأوقاف بإعادة إعمار المدرسة عام 1967، وفي عام 1971 أعاد فتحها من خلال الحفاظ على النموذج الأول المكون من 34 غرفة، وقاعة تعليمية، ومكتبة تضم مستودعًا وقاعة للمطالعة، وأربع غرف للشؤون المكتبية والأمن، ومخزن. كانت مكتبة المدرسة في ذلك الوقت تحتوي على أربعمائة مخطوطة و 580 مجلدًا من الكتب المطبوعة. في عام 1975، بسبب خطة التطوير حول ضريح العتبة الرضوية، دمرت المدرسة بالكامل وأصبحت جميع أوقافها جزءًا من المساحة الخضراء حول الضريح.

## زوال

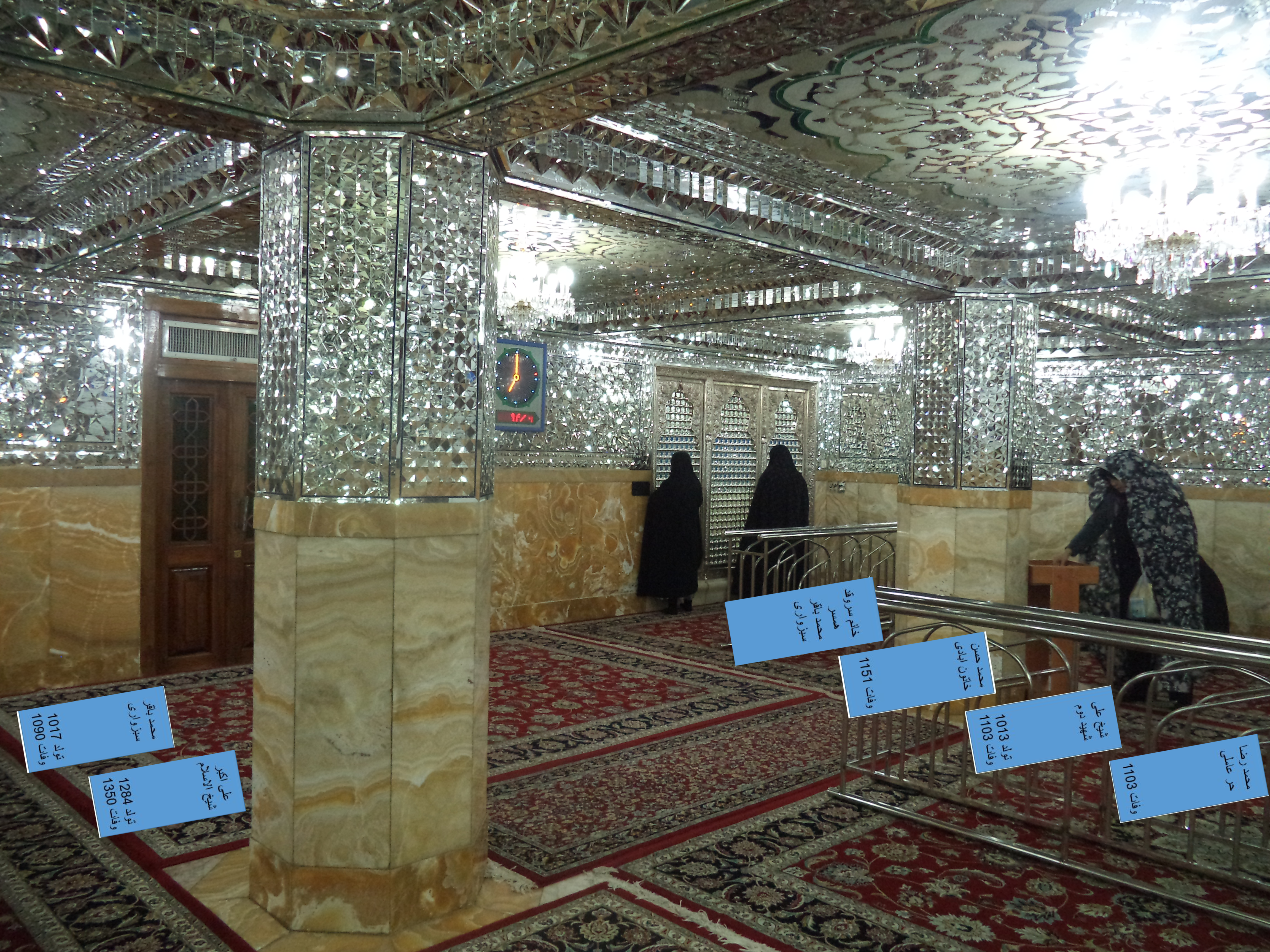
مشهد، ضريح الإمام الرضا، ضريح الحر العاملي، المكان القديم بقبو مدرسة ميرزا جعفر، قبر محمد باقر السبزواري.

توفي العلامة محمد باقر 19 أبريل 1679 في أصفهان. تم نقل جثمانه من أصفهان إلى مدينة مشهد حيث دفن في سرداب مدرسة ميرزا جعفر. بالإضافة إلى محمد باقر السبزواري، دفن زوجته (سرو قد خانم)  وذريته الحاج ميرزا محمد حسن شيخ الإسلام والحاج ميرزا علي أكبر شيخ الإسلام والعديد من العلماء الآخرين في سرداب مدرسة ميرزا جعفر (قبر الحر العاملي)،  أنه بعد خطة تطوير مرقد الإمام الرضا، تم نقل شواهد قبورهم ولم تعد موجودة في هذا المكان.